# La Gazette des archives
La Gazette des archives est une revue d’archivistique en langue française, publiée par l’Association des archivistes français.

## Description
La Gazette des archives a été fondée en 1933. Trimestrielle, elle est destinée à tous ceux qui s’intéressent, directement ou indirectement, aux archives et à la profession d’archiviste (méthodes, normes, formations, pratiques professionnelles, ressources, débats...) en publiant des articles présentant les réflexions et les expériences des archivistes français dans une perspective de large ouverture à l’égard des professions voisines de l’information et de la communication.
Les numéros sont le plus souvent thématiques et résultent d’un appel à contribution ou d’une activité de l’AAF (colloque, journée d’études, groupe de travail...), mais la revue accueille également des contributions spontanées.

## Accès en ligne
Depuis mars 2017, les numéros de 1933 à nos jours sont disponibles sur Persée (seules les deux dernières années ne sont pas en ligne gratuitement).